# Alex Yemenidjian
Alejandro Yemenidjian (Buenos Aires, 27 de diciembre de 1955) también conocido como Alex Yemenidjian, es un contador y empresario argentino-estadounidense de origen armenio. Se desempeñó como presidente de la junta y director ejecutivo de Metro-Goldwyn-Mayer de 1999 a 2005 y es presidente de la junta y director ejecutivo de Oshidori International Development, Ltd.

## Biografía
Yemenidjian nació en Buenos Aires, Argentina siendo parte de la comunidad armenia en Argentina. Sus abuelos maternos vivieron en Van, Imperio Otomano y durante el genocidio armenio huyeron a Argentina. Sus abuelos paternos eran de la península de Gallipoli en Turquía, y escaparon durante el genocidio armenio a Grecia y finalmente se establecieron en Argentina. El padre de Yemenidjian era zapatero en Buenos Aires. En 1968, Alex Yemenidjian y su familia se mudaron a Estados Unidos cuando él era un adolescente. Después de asistir a Ferrahian Armenian School, Yemenidjian obtuvo una licenciatura en administración de empresas y contabilidad de la Universidad Estatal de California, Northridge, una maestría en impuestos comerciales de la Universidad del Sur de California, y posteriormente fue profesor adjunto de impuestos en dicha universidad.
Yemenidjian fue copropietario y se desempeñó como presidente de la junta y director ejecutivo de Tropicana Las Vegas Hotel & Casino, Inc. desde julio de 2009 hasta septiembre de 2015.
Se desempeñó como presidente de la junta y director ejecutivo de Metro-Goldwyn-Mayer desde abril de 1999 hasta abril de 2005 y fue director desde noviembre de 1997 hasta abril de 2005.
Yemenidjian también se desempeñó como director de MGM Resorts International, Inc. ("MGM") (anteriormente MGM Grand, Inc. y MGM Mirage Resorts, Inc.) de 1989 a 2005. Desde julio de 1995 hasta diciembre de 1999, Yemenidjian se desempeñó como presidente de MGM. También se desempeñó en MGM en otras capacidades durante este período, incluso como director de operaciones desde junio de 1995 hasta abril de 1999 y como director financiero desde mayo de 1994 hasta enero de 1998.
Yemenidjian se desempeñó como ejecutivo de Tracinda Corporation, el propietario mayoritario de Metro-Goldwyn-Mayer Inc. y MGM, de enero de 1990 a enero de 1997 y de febrero de 1999 a abril de 1999. Antes de 1990, Yemenidjian fue socio gerente de Parks, Palmer, Turner & Yemenidjian, contadores públicos certificados.
Yemenidjian es presidente no ejecutivo de la junta y presidente del comité de compensación de Guess?, un minorista mundial de ropa contemporánea, fideicomisario de Baron Investment Funds Trust y Baron Select Funds, ambos fondos mutuos, director de Green Thumb Industries, Inc, y presidente ejecutivo de Oshidori International Holdings, Ltd.
Yemenidjian está casado con Arda y tiene un hijo, una hija y 4 nietos.